# Mario Party 3
Mario Party 3 – trzecia gra z serii Mario Party na Nintendo 64.